# Nastîne, Oleksandrivka
Nastîne (în ucraineană Настине) este un sat în comuna Vîșci Vereșceakî din raionul Oleksandrivka, regiunea Kirovohrad, Ucraina.

## Demografie
Componența lingvistică a localității Nastîne
     Ucraineană (95,24%)
     Rusă (4,76%)
Conform recensământului din 2001, majoritatea populației localității Nastîne era vorbitoare de ucraineană (95,24%), existând în minoritate și vorbitori de rusă (4,76%).